# Doelenpoort
De Doelenpoort is een 17e-eeuwse poort in de binnenstad van de Nederlandse stad Leiden.

## Locatie
De poort staat aan het noordelijke begin van de Sebastiaansdoelen, een straat gelegen parallel aan de Doelengracht, op de kruising met de Groenhazengracht. De poort geeft toegang tot het terrein waar zich van 1818 tot 1980 het gebouwencomplex van de Doelenkazerne bevond. Hier werden daarna woningen en gebouwen van de faculteit der Geesteswetenschappen van de universiteit gebouwd.

## Geschiedenis
De poort uit 1645 gaf toegang tot de Doelen, oefenterrein van de Leidse Schutterij. Het ontwerp van de poort was van de stadsbouwmeester Arent van 's-Gravesande, die in Leiden ook de Marekerk, de Lakenhal en de Bibliotheca Thysiana ontwierp. De geschilderde zandstenen poort is voorzien van Dorische halfzuilen en versierd met wapens en oorlogsattributen. Het beeldhouwwerk, dat Sint-Joris met de draak voorstelt, is van de hand van de Haagse beeldhouwer Pieter Adriaensz. 't Hooft.

### Schutterij
Het beeldhouwwerk op de poort verwijst naar een van de twee Leidse schuttersgilden: het St. Jorisgilde, dat bij de stadsuitbreiding van 1386 dit terrein ter beschikking kreeg. In 1477 ging het andere schuttersgilde - het St. Sebastiaangilde - hier ook oefenen. Beide schuttersgilden werden enkele jaren na het Leids Ontzet samengevoegd, waarbij ze ook de beschikking kregen over musketten, in plaats van de hand- en voetbogen waarmee ze tot dan toe waren uitgerust. De schuttersgilden bleven bestaan tot in 1798 toen ze ten tijde van de Bataafse Republiek werden opgeheven. Het gebouw van het schuttersgilde werd in 1821 gesloopt. Van 1818 tot 1980 stond op het terrein de Doelenkazerne.

### Werkzaamheden
Verbouwingen vonden plaats in 1854 en 1929. In 1984 werd de poort gerestaureerd, maar daarbij onoordeelkundig in elkaar gezet. Door een gebrekkige deklaag kreeg zoutaanslag de kans de poort aan te tasten. Om deze fouten te herstellen werd de Doelenpoort in 2012 ingrijpend gerenoveerd.